# Голубєв Василь Миколайович
Василь Миколайович Голубєв (нар. 31 березня 1913, село Коростельово, тепер Костромського району Костромської області, Російська Федерація — 27 травня 1992, місто Москва) — радянський діяч, журналіст, головний редактор газети «Социалистическая индустрия». Член Центральної Ревізійної комісії КПРС у 1971—1986 роках.

## Життєпис
У 1930—1931 роках — помічник бухгалтера фабрики міста Іваново. У 1931—1935 роках — економіст-плановик, секретар комітету ВЛКСМ фабрики «Знамя труда» міста Костроми.
У 1935—1937 роках — у Червоній армії.
У 1937—1941 роках — студент Московського інженерно-економічного інституту імені Серго Орджонікідзе, закінчив теоретичний курс.
Член ВКП(б) з 1940 року.
У 1941—1945 роках — у Червоній армії. Служив в органах НКВС «СМЕРШ» та в армійських політичних органах на Балтійському флоті. Учасник німецько-радянської війни.
У 1946—1953 роках — інструктор, завідувач відділу пропаганди і агітації Кіровського районного комітету ВКП(б) міста Москви; завідувач сектора Московського міського комітету ВКП(б); заступник завідувача відділу пропаганди і агітації Московського обласного комітету ВКП(б).
У 1948 році закінчив заочно Вищу партійну школу при ЦК ВКП(б).
У 1953—1955 роках — 1-й секретар Краснополянського районного комітету КПРС Московської області.
У 1955—1957 роках — редактор журналу «Московский пропагандист».
У 1958—1968 роках — редактор московської обласної газети «Ленинское знамя». Обирався головою Московської обласної організації Спілки журналістів СРСР.
У 1968—1969 роках — головний редактор журналу «Журналист».
У травні 1969 — 1985 року — головний редактор газети «Социалистическая индустрия».
З 1985 року — персональний пенсіонер союзного значення в Москві.
Помер 27 травня 1992 року. Похований в Москві на Кунцевському цвинтарі.

## Звання
- капітан

## Нагороди
- орден Жовтневої Революції
- два ордени Вітчизняної війни І ст. (6.11.1944, 6.11.1985)
- три ордени Трудового Червоного Прапора
- медаль «За відвагу» (20.07.1944)
- медаль «За оборону Радянського Заполяр'я»
- медаль «За перемогу над Німеччиною у Великій Вітчизняній війні 1941—1945 рр.»
- медалі